# Окальська Тетяна Володимирівна
Тетяна Володимирівна Окальська (нар. 28 лютого 1974, м. Борщів, Тернопільська область) — український художник-графік. Член мистецького об'єднання художників «Потік». Майстер сучасного образотворчого та декоративно-прикладного мистецтва (2006). Заслужений майстер народної творчості України (2017).

## Життєпис
Тетяна Окальська народилася 28 лютого 1974 року в місті Борщеві Борщівського району (нині Чортківський район, Тернопільська область, Україна).
1996 року закінчила навчання в Московському агроінженерному університеті (спеціальність «інженер-педагог»). У 2001—2010 роках працювала в книгарні «Кобзар» м. Борщева; від 2010 — на посаді викладача професійно-теоретичної підготовки Борщівського професійного ліцею.

## Творчість
У графіці закарбовує пам'ятки історії та архітектури, а також сакральні мистецтва.
Від 1999 — учасниця обласних, усеукраїнських та міжнародних виставок. Персональні виставки в Борщеві (1999, 2000, 2009, 2014, 2024), Рівному (2002), Тернополі (2000, 2003, 2009), с. Бурдяківцях Чортківського району (2002, 2004, 2009, 2014, 2024).
Роботи публікувалися в журналі «Дзвін», буклеті «Борщів» (2004, Тернопіль), календарі «Борщівщина у графіці Тетяни Окальської» (2017, Борщів). Її роботами оформлена збірка віршів «Стукіт серця» Наталі Стрепко, проілюстрована книга пісень «Доля судила жити з піснею» Ярослава Злонкевича (2002), книга «Вічна Нічлава» Володимира Германа (2018). Видала книжку розмальовок для дітей «Моя маленька Батьківщина» (2002).
Вишиває багатоколірні ікони (у деяких з них 170 кольорів). Створює писанки, для яких використовує традиційні місцеві елементи (сонечка, завитки, листочки дуба, 8-пелюсткові розетки, солярні знаки, символічні знаки вічності, трипільські орнаменти).
Основні роботи:
- «Миколаївська церква у с. Дубівка 17 ст.» (1998), «Церква у с. Сапогів 1777 р.», «Замок 17 ст. у с. Кудринці» (обидва — 1999), «Скала-Подільський палац 18 ст.» (1999–2002, 2005, 2013, 2018, 2021), «Хотинська фортеця» (2000), «Замок у с. Висічка» (2000, 2002), «Рівненський собор» (2002), «Церква у Кам'янці-Подільському» (2013), «Печерний храм “Монастирок”» (2014), «Усипальниця Л. Сапеги» (2016);
- серії — «Храми Борщівщини» (2000), «Мовчазні свідки минулого» (2002), «Липи» (2009), «Фортеці й замки Поділля» (2014–16);
- ікони — «Богородиця з дитям» (2003, 2014, 2019), «Зарваницька Богоматір» (2005), «Плащаниця» (2006, 2020), «Святий Павло» (2007), «Свята княгиня Ольга», «Святий князь Володимир» (обидві — 2008), «Таємна вечеря» (2011).

Окремі роботи зберігаються у фондах Тернопільського обласного художнього музею, Рівненського і Борщівського краєзнавчих музеях, Художньо-меморіальному музеї Леопольда Левицького в с. Бурдяківцях Чортківського району; у приватних колекціях Великої Британії, Польщі та США.

## Нагороди
- заслужений майстер народної творчості України (7 березня 2017) — за значний особистий внесок у соціально-економічний, науково технічний, культурно-освітній розвиток Української держави, зразкове виконання службового обов'язку та багаторічну сумлінну працю[9];
- ювілейна медаль «25 років незалежності України» (19 серпня 2016) — за значні особисті заслуги у становленні незалежної України, утвердженні її суверенітету та зміцненні міжнародного авторитету, вагомий внесок у державне будівництво, соціально-економічний, культурно-освітній розвиток, активну громадсько-політичну діяльність, сумлінне та бездоганне служіння Українському народу[10];
- переможець обласного конкурсу аматорів образотворчого мистецтва імені Олени Кульчицької в номінації «Графіка» (2024)[11];
- диплом III та II ступенів мистецької премії імені Ярослави Музики (2006, 2008);
- ювілейна медаль «1025 років хрещення України-Руси» (2013) — за відродження духовності та християнських моральних цінностей[1].